# 阪東宏
阪東 宏（ばんどう ひろし、1926年6月13日 - 2014年9月14日）は、日本の西洋史学者、明治大学名誉教授。

## 略歴
東京出身。1950年東京大学文学部西洋史学科卒。
1963 - 1966年ポーランドに留学。明治大学文学部助教授、1975年教授となる。1997年定年、名誉教授。
1996年「ポーランド人と日露戦争」で明治大学より博士（史学）の学位を取得。
ローザ・ルクセンブルク『ヨギヘスへの手紙』（共訳）で日本翻訳文化賞 (平松)受賞。19世紀のポーランド革命、第二次世界大戦下のポーランド、日本・ポーランド関係を研究。

## 著書
- 『ポーランド革命史研究 一月蜂起における指導と農民』（青木書店、歴史学研究叢書） 1968
- 『ポーランド留学記』（評論社） 1968
- 『歴史の方法と民族』（青木書店） 1985
- 『ポーランド人と日露戦争』（青木書店、明治大学人文科学研究所叢書） 1995
- 『ヨーロッパにおけるポーランド人 19世紀後半 - 20世紀初頭』（青木書店） 1996
- 『日本のユダヤ人政策 1931 - 1945 外交史料館文書「ユダヤ人問題」から』（未來社） 2002
- 『世界のなかの日本・ポーランド関係 1931 - 1945』（大月書店） 2004
- 『戦争のうしろ姿 教科書問題と東アジア諸国民との歴史対話』（彩流社） 2006
- 『ヨーロッパ / ポーランド / ロシア 1918 - 1921』（彩流社） 2008

### 編・共編
- 『新受験世界史問題集 最新版』（編、三省堂） 1959
- 『現代ポーランドの政治と社会』（編、日本国際問題研究所） 1969
- 『講座史的唯物論と現代 3 世界史認識』（永原慶二共編集、青木書店） 1978
- 『ポーランド入門』（編著、三省堂選書） 1987
- 『ポーランド史論集』（編著、三省堂） 1996

## 翻訳
- 『イデオロギー時代の黄昏』（イェジ・J・ヴィアトル、合同出版） 1968
- 『統一戦線への歴史的転換』（ピーク、大月書店、国民文庫） 1976
- 『ヨギヘスへの手紙』全4巻（ローザ・ルクセンブルク、伊藤成彦, 米川和夫共訳、河出書房新社） 1976 - 1977
- 『歴史家と民族意識 ポーランドの民族的伝統についての省察』（ステファン・キェニェーヴィチ、未来社） 1989
- 『ポーランドのユダヤ人 歴史・文化・ホロコースト』（フェリクス・ティフ、編著、みすず書房） 2006

## 論文
- ＜阪東宏